# ジェームス・E・ウィリアムズ (ミサイル駆逐艦)
|          |                                                                                               |
| 艦歴     |                                                                                               |
| 発注     | 1998年3月6日                                                                                  |
| 起工     | 2002年7月15日                                                                                 |
| 進水     | 2003年6月25日                                                                                 |
| 就役     | 2004年12月11日                                                                                |
| 退役     |                                                                                               |
| その後   | 就役中                                                                                        |
| 要目     |                                                                                               |
| 排水量   | 9,648 トン                                                                                    |
| 全長     | 155.3 m (509 ft 6in)                                                                          |
| 全幅     | 20.1 m (66 ft)                                                                                |
| 吃水     | 9.4 m (31 ft)                                                                                 |
| 機関     | COGAG方式                                                                                     |
| 機関     | LM 2500-30ガスタービンエンジン (27,000shp) ×4基                                               |
| 機関     | 可変ピッチプロペラ（5翔）×2軸                                                                 |
| 最大速   | 31ノット                                                                                      |
| 航続距離 | 4,400 海里（20ノット時）                                                                      |
| 乗員     | 士官、兵員 380名                                                                              |
| 兵装     | Mk.45 mod.4 5インチ単装砲 ×1基                                                                |
| 兵装     | Mk.38 25mm単装機関砲 ×2基                                                                     |
| 兵装     | Mk.15 20mmCIWS×1基                                                                            |
| 兵装     | M2 12.7mm機銃 ×4挺                                                                            |
| 兵装     | Mk.41 mod.15 VLS ×96セル - SM-2MR SAM - ESSM 短SAM - VLA SUM - トマホーク SLCM などを発射可能 |
| 兵装     | Mk.32 3連装短魚雷発射管×2基                                                                   |
| 艦載機   | MH-60R×2機搭載可能                                                                            |
| C4ISTAR  | AWS B/L 7 (Mk.99 GMFCS×3基)                                                                   |
| C4ISTAR  | AN/SQQ-89A(V)15                                                                               |
| センサ   | AN/SPY-1D(V) 多機能レーダー×4面                                                               |
| センサ   | AN/SPS-67 対水上レーダー×1基                                                                  |
| センサ   | AN/SQS-53C(V)1艦首装備ソナー                                                                  |
| 電子戦   | AN/SLQ-32(V)3 ESM/ECM装置                                                                     |
| 電子戦   | Mk 36 SRBOC デコイ発射機                                                                      |
| モットー | Lead from the Front                                                                           |

ジェームズ・E・ウィリアムズ (英語: USS James E. Williams, DDG-95) は、アメリカ海軍のミサイル駆逐艦。アーレイ・バーク級ミサイル駆逐艦の45番艦。艦名はベトナム戦争での功績で名誉勲章を受章したジェームズ・E・ウィリアムズ軍曹に因む。

## 艦歴
「ジェームズ・E・ウィリアムズ」はミシシッピ州パスカグーラのインガルス造船所で2002年7月15日に起工し、2003年6月25日にイレーン・ウィーバー・ウィリアムズ（ウィリアムズ軍曹の未亡人）によって命名、進水し、2004年12月11日にサウスカロライナ州チャールストンでフィリップ・ウォレン・ヴァンス艦長の指揮下就役した。
「ジェームズ・E・ウィリアムズ」は大西洋艦隊の第22駆逐艦隊に所属し、バージニア州ノーフォークを母港とする。
2006年2月17日にヴァンス艦長は後任のイアン・マイケル・ホール艦長と交代した。
2024年1月15日、米海軍は本艦をアップグレードする事を発表した。変更箇所はAN/SPY-6(V)4、ベースライン10、AN/ALQ-32(V)7 SEWIP BlockIII、冷却システムの追加である。